# NEL
NEL (нем. Nordeuropäische Erdgasleitung, англ. Northern European natural gas pipeline) — сухопутное ответвление газопровода Северный поток. Соединяет окончание Северного потока в районе коммуны Лубмин с крупным газотранспортным узлом на северо-западе Германии. Длина 440 км, диаметр 1422 мм, пропускная способность 20 млрд м3 в год. Открыт 5 ноября 2012 года.
Трубопровод был построен компанией OPAL NEL TRANSPORT GmbH. Он управляется NEL Gastransport GmbH, дочерним предприятием WIGA Transport Beteiligungs-GmbH & Co. KG, которое является совместным предприятием Wintershall и Газпрома.